# 别宫秀夫
别宫秀夫（1887年11月1日—1947年5月4日），日本爱媛县喜多郡人，日本政治人物，曾任大连市市长。

## 生平
别宫秀夫于明治20年（1887年）11月1日出生于日本爱媛县喜多郡。1913年从东京帝国大学法科毕业。毕业后进入横滨正金银行。1914年，别宫秀夫通过了文官高等试验，进入内务省任职。1917年起，他先后在日本国内8个县任理事官、书记官、警察部长、学务部长、内务部长等职务。1934年来到满洲国，任安东省总务厅长、安东省次长。
1939年4月，别宫秀夫任大连市市长。他也是日本统治时期大连最后一任市长。当时，日本将大连市长的地位提高到日本大都市的第三位，列入敕任官。
1945年日本投降后，苏联红军于同年8月22日占领大连。同年9月23日，别宫秀夫被苏军逮捕。经审查，苏军发现他战时曾从事和平工作，便在关押三天后释放了他，命他代理关东州厅长官。代理关东州厅长官期间，他同苏军合作，为苏军司令官、将校同日本相关机关办理交接事宜，配合苏军方面处理日侨。同年10月上旬，获苏联聘为远东委员会东北经济研究所顾问的高碕达之助（原满洲重工业株式会社总裁）访问别宫秀夫，告知新京日侨的困难处境，请他帮助募集300万日元救济金援助日侨。当时日本政府表示同意在别宫秀夫回到日本后，由日本政府负责偿还募集的救济金。别宫秀夫便在大连的日本人中募集了392万日元交给高碕达之助，并向每位募款人签发了收条。同年10月28日，苏军任命中国人迟子祥担任大连市市长后，别宫秀夫办了交接。1947年2月，别宫秀夫回到日本。
回到日本后，别宫秀夫因曾和苏军合作，被美国占领军主导以叛国罪受到追查。日本政府还拒不履行偿还募集金的承诺。
1947年5月4日，他在鹿儿岛县阿久根市切断颈动脉自杀身亡。